# Big Two der Persönlichkeit
Das Konzept der Big Two der Persönlichkeit wurde von dem US-amerikanischen Psychologen David Bakan 1966 entwickelt. In seinem Essay „The Duality of Human Existence“ postulierte er, dass sich die Persönlichkeit von Menschen mithilfe von zwei gegensätzlichen Faktoren beschreiben lasse, die er als Handlungs- und Gemeinschaftsorientierung charakterisierte.

## Die zwei Faktoren

### Handlungsorientierung (Agency)
Das Persönlichkeitsmerkmal Handlungsorientierung und Zielstrebigkeit (Agency) wird durch die Eigenschaften Selbstschutz, Selbstverwirklichung, Selbstbehauptung, Streben nach Macht, Gefühl der Unabhängigkeit und Leistungsstreben charakterisiert. Bei Personen mit einer ausgeprägten Handlungsorientierung und Zielstrebigkeit stehen unter anderem die Bewertung des sozialen Status und das Selbstkonzept im Vordergrund ihrer Persönlichkeit. In Anlehnung an die englische Bezeichnung wird auch von agentischen Persönlichkeitsmerkmalen gesprochen.

### Gemeinschaftsorientierung (Communion)
Bei der Persönlichkeitsdimension Gemeinsschaftsorientierung (Communion) steht nach der Definition von Bakan vor allem das Gefühl der Zugehörigkeit zu einer Gemeinschaft im Mittelpunkt. Dieses Persönlichkeitsmerkmal ist geprägt durch Offenheit und den Drang zu zwischenmenschlichen Kontakten sowie durch soziales Handeln und Verhalten. Gemeinschaftsorientierte Persönlichkeiten streben nach dem Gefühl der Zugehörigkeit und dem Aufbau von Beziehungen. In Anlehnung an die englische Bezeichnung wird hier auch von kommunalen Persönlichkeitsmerkmalen gesprochen.
Den beiden Polen lassen sich bestimmte Begriffe zur Anwendung in den verschiedenen psychologischen Bereichen zuordnen:
| Agentische geschlechterstereotype Wörter (agency)                                                                  | Kommunale geschlechterstereotype Wörter (communion)                                           |
| Allgemeine Beispiele: dominant ehrgeizig rational führungskompetent aufgabenorientiert                             | Allgemeine Beispiele: freundlich fürsorglich hilfsbereit sensibel emotional                   |
| Beispiele für Stellenausschreibungen: entscheidungsfreudig führungsmotiviert karriereorientiert durchsetzungsfähig | Beispiele für Stellenausschreibungen: kommunikativ kooperationsfähig teambildend diplomatisch |

* in Anlehnung an: Personalauswahl in der Wissenschaft: Evidenzbasierte Methoden und Impulse für die Praxis. (2015). S. 77. Deutschland: Springer Berlin Heidelberg.

## Anwendungen (Auswahl)

### Werbung
Geschlechterstereotype Darstellungen von „kommunalen“ Frauen und „agentischen“ Männern sind in der Werbung weit verbreitet. Untersuchungen zeigen jedoch, dass die Werbewirksamkeit höher ist, wenn die Werbetreibenden als gemeinschaftlich und nicht als agentisch dargestellt werden.

### Personalauswahl
Bei Stellenausschreibungen sprechen die Stereotypien Fachkompetenz versus Team- und Kommunikationsfähigkeit Männer und Frauen unterschiedlich an. Bei Stellenausschreibungen, in denen überwiegend kommunale Worte enthalten sind, zeigten Frauen größere Bewerbungsabsichten als bei solchen, die überwiegend agentische Wörter beinhalteten. Werden überwiegend agentische Eigenschaften benannt, bewerben Frauen sich hingegen seltener.

### Selbstkonzept
Mirjam Uchronski untersuchte das Konzept von Bakan im Rahmen der Selbstwahrnehmung und der Frage nach der Variabilität von Selbstkonzepten. Dabei wurde speziell untersucht, inwieweit agentische und kommunale Selbstbeschreibungen als feste Persönlichkeitsmerkmal angesehen werden können und inwieweit sie variabel und vom sozialen Kontext beeinflusst sind. Es zeigte sich, dass die Selbstbeschreibungen kontextabhängig sind und von Probanden funktional und kontextuell angewandt werden.

## Kritik und alternative Modelle
Das Modell der Big Two bildet zwar grundlegende Verhaltensweisen ab, ist aber dennoch nicht für das Beschreiben und Erklären des Verhaltens und Erlebens von Individuen einsetzbar. Auch wenn Eigenschaften und Facetten wie Offenheit, Leistungsstreben und Zielstrebigkeit durch das Modell von Bakan beschrieben werden, sind die alternativen Modelle der „Big Five“ oder das Hexaco-Modell besser für das Erstellen von differential-psychologischen Persönlichkeitsprofilen geeignet.